# オリエント・エクスプレス '88
オリエント・エクスプレス '88（ORIENT EXPRESS '88）は、フジテレビジョン（フジテレビ）の開局30周年を記念して1988年に行われた鉄道イベント。
ヨーロッパを走行するオリエント急行を日本まで走らせるという企画内容で、日立製作所が協賛し、東日本旅客鉄道（JR東日本）の特別協力とJRグループ各社の協力により、総事業費約30億円を投じて実施された。このため、この企画の正式な名称は「日立オリエント・エクスプレス’88」となっていた。
「ノスタルジー・イスタンブール・オリエント・エクスプレス」（NIOE）の車両を保有する会社名の表記は文献によって異なり、「イントラフルック」「イントラフルーク」「イントラフラッグ」「イントラフラグ」「インターフルーク」「REISEBURO INTRAFRUG.A.G-イントラフルーク」「イントラフラッグ」とまちまちだが、本項では「イントラフルーク」で統一する。また「ベニス・シンプロン・オリエント・エクスプレス」（VSOE）を保有するオリエント・エクスプレス・ホテルズを「VSOE社」、「ベニス・シンプロン・オリエント・エクスプレス」を「VSOE」、「ノスタルジー・イスタンブール・オリエント・エクスプレス」を「NIOE」と表記するほか、国名は全て当時の名称で統一する。

## 構想段階

### 企画の発端
フジテレビでは、1982年にオリエント急行を題材とした特別番組『夢のオリエント急行 ロンドン - イスタンブール華麗なる3500キロの旅』を制作していた。この番組は、1977年に運行を終了したオリエント急行が、VSOE社によって定期的な運行を再開することを機として制作が決定したもので、VSOE社の保有するVSOEだけではなく、イントラフルークの保有するNIOEも組み合わせた内容であった。
この時に製作を担当した、フジテレビのエグゼクティブプロデューサー・沼田篤良は、番組準備としてオリエント急行について調査するうちに、オリエント急行に対する興味をふくらませていったという。かつてオリエント急行の終点だったシルケジ駅はトルコのイスタンブールに位置し、そこが洋の東西を分ける町とされていたが、沼田が興味を抱いたのは、東洋を意味する「オリエント」と称しているにもかかわらず、実際にはオリエント急行は東洋には乗り入れていないということであった。そこから沼田が考えたのは「オリエント急行を東洋まで、それも東洋の奥の日本まで走らせよう」というものであった。沼田は、ただ日本に運んできて走らせるだけでは「ヨーロッパを走っている豪華列車」というだけで終わってしまうと考えた。ただし、この時点では夢の域を出るものではなかったという。
折しも、イントラフルークの社長であるアルベルト・グラットは、パリからモスクワ・ナホトカ行きの列車を走らせたいと考え、その企画を沼田にも話していたが、沼田が「オリエント急行をそのまま走らせては？」と問いかけると、グラットは「本当はそれをやりたい」と述べたという。

### 実現の可能性の調査
1984年ごろ、沼田はオリエント急行を日本へ走らせることについて真剣に考えるようになった。英国放送協会（BBC）の友人やイギリスの鉄道ファンに相談すると「理論的には可能」という答えが返ってきた。しかし、日本ではそうではなかった。制作スタッフやプロダクションにも相談したが、荒唐無稽と受け取られてしまったという。形だけの準備委員会は設置されたが、社内でも沼田を変人扱いする者すらいた。また、日本の鉄道評論家や鉄道ファンにも話をしてみたものの「なぜできないか」ということを丁寧に説明される有様であった。
そんな中で、初めて「大変おもしろい」と沼田の相談内容について興味を示した鉄道関係者が山之内秀一郎であった。山之内は、パリの国際鉄道連合の事務局へ1969年から3年間赴任した経験があったうえ、帰国後もオリエント急行について調査しており、1982年の特別番組の制作時にも協力していた。山之内は「難しいかもしれませんよ」と前置きしつつ、オリエント急行が日本を走れるか検討することを約束し、国鉄内部から専門家を集めて検討を開始した。フジテレビを通じて車両の図面を取り寄せて検討した結果「主要幹線なら走れそうだ」と見当をつけるまでに至った。
一方、沼田も1985年にVSOE社を訪れ、社長のデビット・ベンソンや技術部長のジョン・スキナーとも相談した。社長のベンソンは「技術的な問題が解決すれば、パブリシティと割り切っても構わない」と肯定的で、技術部長のスキナーも「鉄道技術は融通性がある」「最大の課題はシベリア通過と、対応する台車の製作」と述べた。時期の問題については、春先はVSOE社にとって繁忙期、オリエント急行の客車には食堂車以外には冷房装置がないので夏の日本運行は不可能、暖房装置も真冬のシベリア鉄道通過には耐えられないという事情から「日本に行くのであれば秋」ということになった。
1986年になると、フジテレビ社内の対応にも変化が見られるようになった。当時沼田が所属する編成局の局長が企画に理解を示し、1988年のフジテレビ開局30周年の記念事業として検討するように指示を出したのである。最初の構想から時間がかかったことが、結果的にフジテレビの記念事業の時期と重なり、莫大な費用の捻出も可能となったのである。沼田はこれを受けて、VSOE社からソビエト連邦への列車通過について確認を依頼したが、その結果は「オリエント急行のシベリア鉄道通過について、ソ連政府は拒否することはない」というものであった。同年5月にはVSOE社からベンソンが営業担当者とともに来日し、山之内と具体的な相談をするに至った。しかし、この時期は国鉄の分割民営化が間近になっていた頃で、フジテレビ側でも検討中ということもあり、いったん国鉄側での動きは中断した。
同年10月22日、フジテレビからは沼田とともに編成局長と部長が常務理事に就任していた山之内を訪れ、1988年秋に開局30周年記念事業として行いたいので、具体的な検討を進めるように依頼があった。これを受けて、同年10月30日には国鉄の関係者を集めて、翌1987年1月までに検討結果をまとめた。その結果は「技術的にはオリエント急行は日本を走れそうだ」というものであった。また、この段階で、国鉄が分割民営化されたあとはJR東日本が中心となって計画を進めることと決めていた。山之内は「ヨーロッパに行って実際に車両を見ないと細かいことがわからない」と考えていたが、この時期は分割民営化の準備のためそのような余裕はなく、国鉄側での動きは再度中断することになった。

### 具体的検討へ

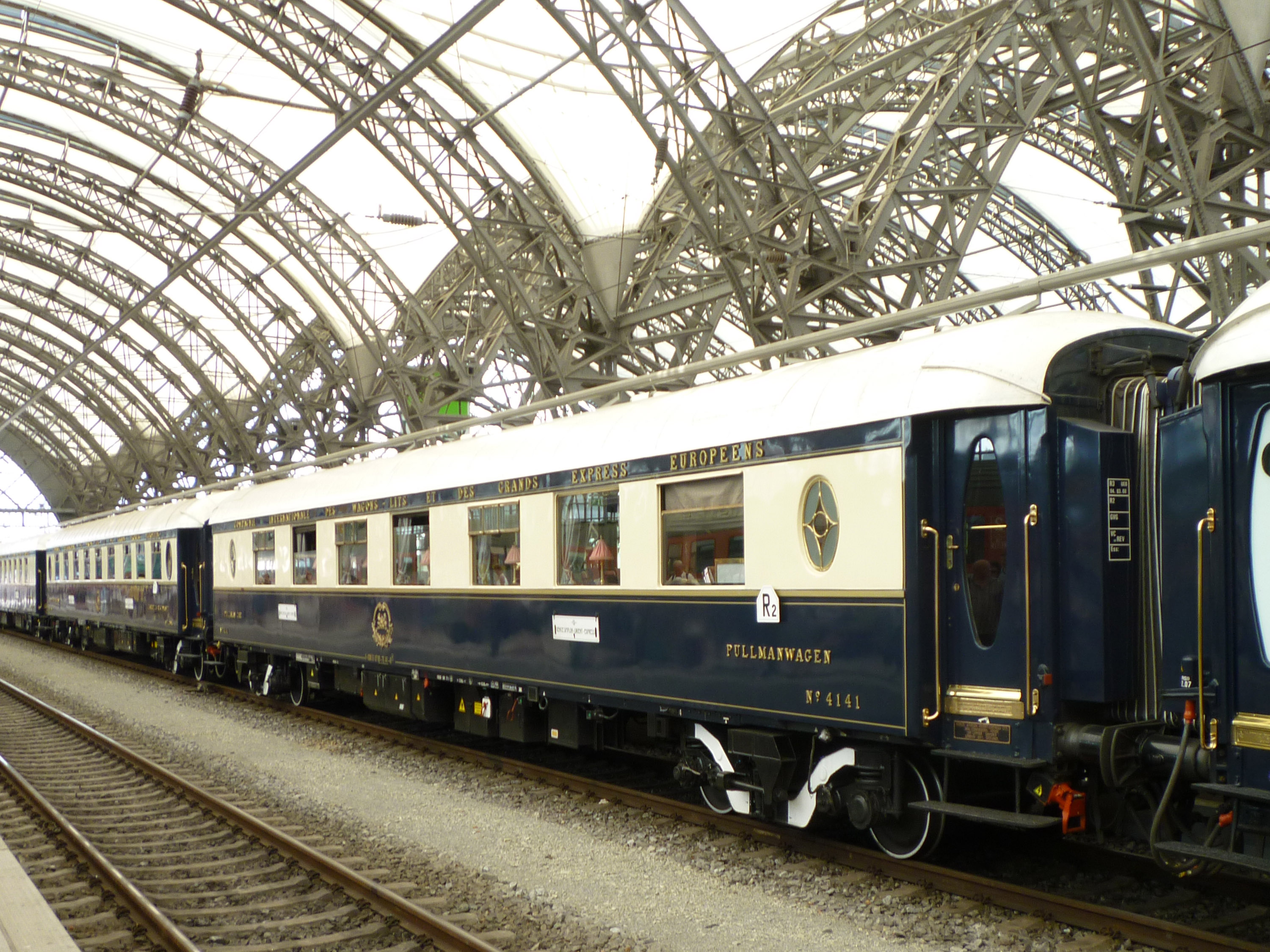
当初日本に来る予定だったVSOEの車両

国鉄分割民営化から間もない1987年4月16日、フジテレビの幹部がJR東日本の副社長となっていた山之内を訪れ、オリエント急行の日本運行についての計画は予定通りに進めるように依頼があった。折りしも、民営化直後のJR東日本では「国鉄時代にできなかったことをやってみたい」と考えていた。これを機に再度計画が進められることになり、VSOE社からの車両の借り入れや、オリエント急行が通過する各国の運行についてはフジテレビが責任を持ち、JRグループでは日本国内での運行と乗客募集・販売を担当することになった。フジテレビ側ではスポンサー獲得のための営業説明が社内で行われるようになっていた。
同年10月にはオリエント急行の運行について、JRグループ6社が集まって会議が開催された。オリエント急行が日本に来るのは10月上旬で、日本からヨーロッパに返却されるのは12月下旬となるため、車両の改造についてはできるだけ短期間で行い、一日でも多く日本国内での運行ができるように検討が重ねられた。運行計画についても、国鉄時代の検討では4往復程度の運行で考えていたが、日本一周以外にも金沢・広島・京都などの観光都市へ何度も往復する「シャトル列車」を運行することになった。その後も運行計画や沿線警備、さらに販売と宣伝について検討が重ねられた。この時点で技術的な課題についても検討、調整が行われていたが、まとめて後述する。

### 紆余曲折の末の契約
ところが、この時期にVSOE社の社長が交代することになった。ベンソンがヘッドハンティングにより航空会社の社長に就任することになったためである。技術部長のスキナーは「フジテレビには迷惑をかけない」と言ったものの、実際に契約する段になり、VSOE社の会長であるシャーウッドは、車両保護の観点から「船で運べば安全で確実ではないか」と主張した。また、提示された車両のリース料も非常に高額となった。1987年の年末にシャーウッドが来日した際に、再度フジテレビから交渉したが、結局「VSOE社の提案する内容ではこの企画は実行できない」という結論に達した。
やむを得ず、沼田はイントラフルークとの交渉に切り替え、イントラフルークのグラット社長に相談した。グラットは沼田に対して「なぜ真っ先に相談してくれなかったのか」と怒ったという。グラットの対応は早く、1988年1月には正式にオリエント急行の日本運行の実施が決定、同年3月にはフジテレビとイントラフルークの間で正式に契約が結ばれた。

## 運行への準備
こうして、オリエント急行を日本で走らせるための契約は成立した。しかし、短期間の間に各国の通過交渉や技術的課題の解決、さらに放送計画やイベントの計画、スポンサーや代理店に対する説明などを行わなければならなかった。とりわけ収支予測については前例がなく、沼田をはじめとするフジテレビ関係者を悩ませた。

### 通過各国との交渉
前述の通り、通過各国との交渉はフジテレビが担当したが、フランス - ポーランド人民共和国（現：ポーランド）間はイントラフルークが交渉を担当した。
当初、日本への車両の船積みは中華人民共和国（中国）の上海市から行う予定だったが、折り悪く1988年3月24日に上海列車事故が発生したため、中国との交渉に悪影響を及ぼした。結局、港湾施設の事情もあって、日本への船積みは香港で行われることになった。しかし、香港側も最初のうちは「そんな列車が来るはずはない」と信用せず、交渉は困難を極めた。またフランス国鉄（SNCF）の交渉も、最初の頃は「そんな列車を本気で走らせようとする人間がいるとは思えない」と取り合ってもらえなかったという。
一方、最も困難な交渉が予想されていたソビエト連邦（ソ連）においては、ミハイル・ゴルバチョフ書記長の政権下でペレストロイカを打ち出した直後であったため、比較的簡単に了解を得られたのみならず、グラスノスチ政策によって列車の空撮まで認められた。また、同じく共産圏であったドイツ民主共和国（東ドイツ）やポーランド人民共和国の対応も好意的であったという。

### 技術的課題の解決
ヨーロッパ内において、古い車両が国境を越えて運転する機会は多く、技術的・法的な問題はほとんどなかった。一方、日本国外の車両を日本国内で運行するには、確認申請を運輸大臣（当時）に提出し、許可を受ける必要がある。しかし、島国である日本の法律は、そもそも国外から列車が走ってくることを想定していなかったため、JR東日本では運輸大臣の許可を得るために1年以上もの議論や指導を重ねた。またイントラフルークでは車両の図面も満足に整備されておらず、JR東日本の技術者を困惑させたが、イントラフルークのルネ・ブーベンドルフ技術部長によれば、製造から60年近くが経過し、その間に戦争もあったため仕方のないことだという。JR東日本では1988年5月から6月にかけてスイスへ現地調査団を送り、車両の調査を開始した。
車両の規格
オリエント急行の客車は、車体の全幅については2.9mでJRの車両よりも狭いが、全長は23.5mと長いため、日本での走行については曲線の通過時に車両限界に抵触する可能性があった。このため、運行を予定している区間に建築限界測定用の車両を走行させて確認したところ、支障箇所は約800か所にものぼり、そのうち約300箇所については線路を移設して対応することになった。また、ヨーロッパではプラットホームの高さが低いために乗降口には昇降用のステップが設けられているが、日本国内では取り外すことになった。その他、各種装備品についても移設や交換を行うことになったが、荷物車の監視用の窓（キューポラ）については、オリエント急行のデザインに役立っていると考えられたことから、日本の規格に収まる大きさの監視窓を製作して取りつけることになった。
軌間
ヨーロッパと中国の軌間は1,435mmの標準軌であるが、日本のJR在来線はほとんどが1,067mmの狭軌であり、さらに途中通過するソ連では逆に1,524mmの広軌となっている。このため、ソ連を通過するために必要な広軌用の台車は30個が用意されることになり、日本国内では旧型客車に使用していたTR47形台車を改造して22個用意した。日本での台車の準備はJR東日本大宮工場が担当し、台車の交換は協賛企業の日立製作所が担当することになった。オリエント急行の客車は日本の客車よりも1両あたり約10t重いため、台車の軸ばねと枕ばねを交換し、強度試験が行われた。
連結器
オリエント急行の連結器はヨーロッパでの標準であるねじ式連結器だが、ソ連・中国・日本では自動連結器が使用されているため、自動連結器を使用している地域では客車の片側をねじ式連結器に変更した車両を用意し、控車として機関車との間に連結することになった。日本国内の控車については巻末の車両一覧を参照。
防火
日本の普通鉄道構造規則では、当時すでに内装に木材を使用することは火災対策上認められておらず、暖房や調理用に石炭を焚くことも禁止されていた。しかし、オリエント急行は内装に木材を多用しているだけでなく、食堂車では石炭レンジが使用され、各車両の暖房は小型の石炭焚きボイラーを使用していた。これに対して、日本では各車両に放送装置と火災報知機を設置し、防火専任の保安要員を乗務させるという条件で特認を受けることになった。
照明用電源
オリエント急行では、各車両の台車に車軸発電機を設けることで照明用の電源を確保していたが、台車の交換によって発電機の位置が合わず使用できなくなった。このため、荷物車両にディーゼルエンジン駆動の発電機を搭載し、各車両へ供給することになった。プルマン車とバー車は直流24V、食堂車は直流48V、寝台車は直流72Vと使用電圧はまちまちで、荷物車からは380V三相交流を供給し、各車両に整流器を設置した。
ブレーキ
ブレーキについては、通過する各国とも自動空気ブレーキで統一されており、圧力も全ての国で揃っていた。このため、ブレーキに関しては空気指令の読み替えなどを行う必要はなく、ブレーキ管の接続部分の種類と位置を合わせるだけで対応可能であった。
その他
シベリア横断という長距離運行に対応するべく、荷物車については冷凍冷蔵庫の増強と厨房用水タンクの容量増大が施工された。
車両の改造を担当する日立製作所では、JR東日本とともに設計検討を行ったが、図面だけではわからない部分が多かった。このため、検証のために笠戸事業所へ車両1両を先に送ってもらい、イントラフルークとJR東日本の立ち会いの下で、1988年8月4日から実際の車両を使用して作業項目の把握と技術的な見通しの検証を行った。
一方、ソ連を通過するために必要な広軌用の台車については製作が間に合わず、当初は9月2日に予定していたパリの出発日を9月7日に変更せざるを得なくなった。ソ連用の広軌台車は、本企画での使用終了後もイントラフルーク社で保管されていた。

## 運行開始

### パリから香港まで

パリ - 香港の運行ルート

1988年9月5日、NIOEの車両は本拠地のスイス・チューリッヒを出発し、パリまで回送された。9月6日にはパリで乗客と関係者を招待して出発記念パーティーが行われた。
9月7日、フランスのパリ・リヨン駅の発車案内には「オリエント急行東京行き」と表示され、構内アナウンスでもその旨を告げていた。牽引する機関車には、映画『オリエント急行殺人事件』にも登場した230G形蒸気機関車が充当された。この機関車は博物館に保存されていたが、この列車のためにSNCFが用意した。
山之内は現地テレビ局のインタビューに対して、フランス国鉄が蒸気機関車を牽引機として用意したことについて「粋な計らい」と評価したうえで「日本でも蒸気機関車がこの列車を引くでしょう」と発言した。日本でテレビ中継を視聴していたJR東日本の社員は、山之内のこの発言に驚いた。当時、JR東日本では国鉄D51形蒸気機関車498号機の復元作業に着手していたが、当初の目的であった横浜博覧会での運行が取り止めとなり、作業の進捗が遅れていたのである。JR東日本では急遽会議を行い「日本でのオリエント急行の運行の最終期にD51形に牽引させる」という方向性が決まり、突貫作業でD51形の復元作業が進められることになった。
東京行きのオリエント急行は、パリ・リヨン駅を予定より5分遅れの9時40分に発車した。パリから香港までは約14,600kmあり、無事に到着した場合は「ひとつの列車が乗り継ぎなしで走った最長距離」としてギネス世界記録に認定されることになっていた。
パリから香港・東京までの乗客は、阪急交通社主催のツアーとして募集された。参加したのは37名で（資料により36名、あるいは39名）、その中には安部譲二が含まれていた。このほかフジテレビの撮影班と、リポーターとして上月晃が同乗した。
蒸気機関車による牽引はモーまでであった。ベルギーと西ドイツは夜間に通過し、東西ドイツの国境であるマリエンボルンからは東ドイツ国営鉄道 (DR) が保有する01形蒸気機関車が重連で牽引した。途中、乗客の観光のためポツダムに6時間停車したほか、東ベルリンのリヒテンベルクではこの列車の乗客を招待した晩餐会が開かれた。東ベルリンを9月8日の深夜に発車したオリエント急行はポーランドに入国し、クトノからはポーランド国鉄のPt47形・Ty51形蒸気機関車が重連で牽引した。東ドイツ・ポーランドとも、日中の運転区間がほとんど蒸気機関車による牽引であった。乗客はソハチェフからワルシャワまではバスに乗り換え、フレデリック・ショパンの生家を訪れている。
9月10日にワルシャワを出発したオリエント急行はソ連に入国し、ブレスト中央駅で台車の交換作業を行い、同時に前3両、後1両の控車が連結された。4時間停車の予定であったが、作業が遅れたために1時間遅れでの発車となり、ブレスト - モスクワ間はソ連国鉄のP36形蒸気機関車が牽引した。ここからはソ連人のシェフが乗り込み、食堂車でロシア料理を提供した。途中、モスクワで1日半、ノボシビルスクで半日、イルクーツクで2日ほどの停車時間が確保されていたが、これは乗客の観光や車両のメンテナンスを行うだけではなく、ブレストで取り外した標準軌用の台車を、オリエント急行よりも先に中国との国境に近いザバイカリスク駅まで輸送するための時間稼ぎでもあった。標準軌用の台車は貨車で輸送され、途中でオリエント急行を追い抜いている。
ザバイカリスクで再び台車を交換したオリエント急行は、9月20日に満洲里駅から中国に入国、控車も中国の車両（前2両、後1両）に交換された。この時に連結された控車には食堂車が含まれており、この食堂車で調理した中国料理をオリエント急行の食堂車に運んで提供した。中国国内では安達駅 - ハルビン駅間で前進型蒸気機関車が牽引した。北京駅では2日間ほど停車し、その後は京広線・広深線・九広鉄路を経由し、9月26日14時45分に香港の九龍駅に到着した。
オリエント急行の客車は9月27日から28日にかけてパナマ船籍の貨物船「せき・まつやま号」に積み込まれ、9月29日に日本へ向けて出港した。

### 日本での整備
日立製作所笠戸事業所では、オリエント急行の改造作業に向けて準備が進められた。
短期間に10数両の改造を行うための広い場所が必要であったが、生産ライン上には場所が確保できなかったため、やむを得ず別の場所に軌道の仮設やリフティングジャッキの整備などが行われた。また、オリエント急行の客車は重要文化財に相当する物件であると考えられたため、綜合警備保障の警備員を24時間体制で配置し、作業者や立入者は特定の腕章とヘルメットを着用することを義務づけ、夜間照明の増設や鉄条網を新設するなど、作業場所の警備対策を強化した。これらの準備が全て完了し、イントラフルークからも作業内容の承認を得られたのは、1988年10月4日であった。
10月6日早朝に「せき・まつやま号」が徳山下松港に入港。台風の影響で1日遅れの到着であった。客車は艀によって陸揚げされ、工場内への搬入が開始された。
陸揚げされた車両はすぐに改造工事が実施されたが、同じ車両でも1両ごとに細部が異なっており、図面も揃っていなかったため、実際の車両をチェックしながら行われた。客室に木材が多用されているだけでなく、調度品も大部分が可燃物であったため、火気の取り扱いには特に注意が必要であった。また、食堂車については事前情報よりも重量が重く、日本走行用の台車に車体を載せたところ、枕ばねが密着状態になって本来の役割を果たせないことが判明したため、やむを得ず運行時期を考えれば不要と考えられる冷房装置を撤去することで対処した。
日本国内での運行にあたり、オリエント急行はJR東日本の車籍に編入され（私有車）品川運転所所属扱いとなった。各車両の連結面には、日本で運行するために必要な表記が日本語のシールにて表記されたが、イントラフルークのグラット社長は、この日本語表記について「日本に来た証として、ヨーロッパに戻った後もそのままにする」と表明したため、帰国時に塗装にて再表記された。
同年10月14日には全ての改造が完了し、工場内で編成単位では初の試運転が行われた。10月15日には報道陣や市民に公開され、10月16日には山陽本線下松駅 - 新下関駅間で本線上での試運転が行われた後、広島駅へ回送された。客車の前後には、控車として客車が1両ずつ連結された。

### 日本国内運行

広島 - 東京の運行ルート

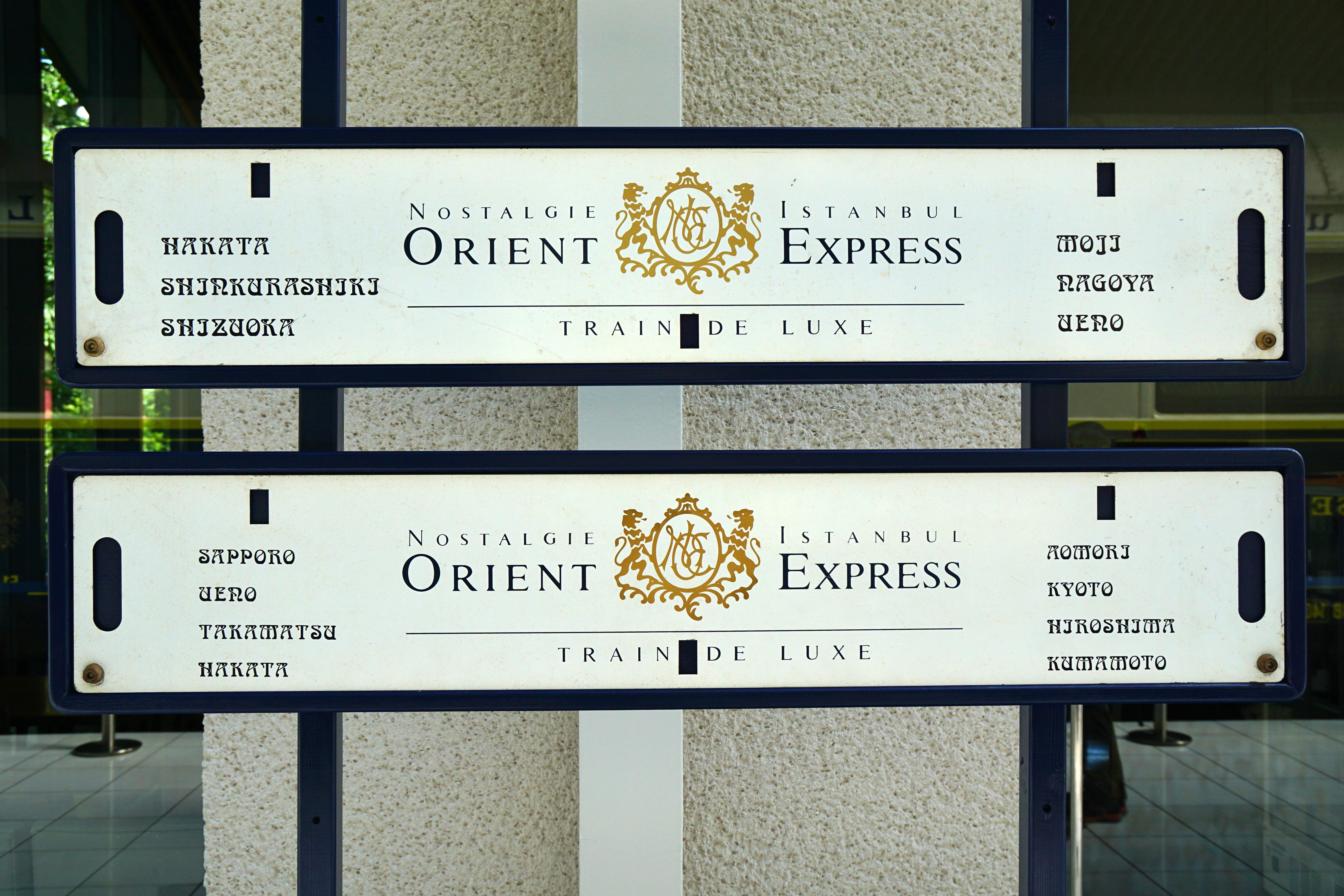
日本国内運行時に使用された行先標
表記の駅名は主に一般公開が催されたところを示している
箱根ラリック美術館にて展示

1988年10月17日18時15分、オリエント急行はEF65形電気機関車に牽引され、広島駅7番ホームに入線した。パリからの乗客17名に加え、フジテレビから招待された広島からの乗客（報道陣とJRグループ、フジテレビ、日立製作所などの関係者約60名）がこの列車に乗り込んだが、出発当日はドレスコードにより「ブラックタイ着用」が指定されていた。18時36分、オリエント急行は広島駅を定刻に発車。これがオリエント急行にとっては初めての日本での営業運行であった。翌日の10月18日10時30分、パリから約15,494 kmを走り、オリエント急行は定刻通りに東京駅9番ホームに到着した。東京駅到着後には、地下コンコースに特設された「オリエントエクスプレスラウンジ」において「世界最長距離列車」としてギネス世界記録への認定式が行われた。またパリからの全区間を乗車した乗客17人に記念証が贈られた。
10月19日には招待客を乗せて、東京駅 - 大宮駅間（山手貨物線経由）で試乗会が行われた。
オリエント急行を利用した日本国内ツアーは、JR東日本のほか西日本旅客鉄道（JR西日本）・九州旅客鉄道（JR九州）が主催し、合計70コースが設定された。10月24日からの日本一周ツアーは、9泊10日（うち車中4泊）で1人88万8,000円という高額旅行商品であったが、ツアー定員74名に対して約13倍の951名の申し込みがあり、抽選となるほどの人気であった。このほかの69コースは2泊3日で片道のみオリエント急行に乗車するもので、上野から函館、金沢、長崎、京都、神戸など、大阪から東京、横浜など、博多から熱海、鎌倉などへ往復した。定員はいずれも40名から80名で、費用は1人16万7,000円から26万8,000円と、いずれも国内旅行としては異例の高額であったが平均で定員の5.2倍の申し込みがあり、すぐに満員となった。特に中高年の夫妻に人気があったという。最も高倍率となったのは、上野 - 函館間の片道を寝台特急「北斗星」利用で往復するコース（「ロマンチック函館」、16万7千円）で、23倍に達した。ツアーの総定員は約2,900名で、総売上は約6億7,000万円を記録した。
日本一周ツアーでは、青函トンネルを通過して北海道の札幌駅まで走行したほか、関門トンネルを抜けて九州の熊本駅まで、また瀬戸大橋を渡って四国の高松駅まで乗り入れた。各ツアーで乗客が観光のため下車している間には、駅でオリエント急行の客車の一般公開も行われた。
日本国内運行でのオリエント急行は、ダイヤグラム上では急行列車として扱われた。これは日本国内で使用する台車の最高速度が95km/hに制限されたためである。また、オリエント急行の車内サービスでは大量の水を消費するため、担当するイントラフルーク側からは運行途中での給水を要求されていたが、日本では途中駅での給水はすでに一般的ではなくなっていたため、給水設備のある駅での停車時間確保に苦労したという。客車の改造内容のうち、厨房用水タンクの容量増大が施工されたのはこうした事情もあった。また、日本国内の運行においてはホーム有効長の関係から、前後の控車を含めて13両編成としたものの、編成重量は650t近くになるため、急勾配区間では機関車の重連で対応した。
日本国内走行時は、NIOE固有の乗員は、列車長、技術者、清掃担当、各寝台車の乗客掛などイントラフルーク社所属の15名と、食堂やバーを担当するワゴン・リ社の11名、計26名である。ただし後半のシャトル走行時には23名程度となった。このほかJR各社からは通常の運転士、車掌に加え、火災対策のための保安要員1名、通訳1名、ツアー添乗員2名が乗り込んだ。列車運行の最終的な責任者はJRの車掌であるが、車内放送は緊急時を除き行わないことになっていた。
日本での運行中には小さなトラブルも続出した。部品の劣化によりブレーキが緩解できなくなったり、乗客がトイレの便器にペーパータオルを投げ込んだため詰まりが生じるなどした。また、車両基地での給水では水圧が強すぎて反対側の給水口から水が漏れてしまい、不完全な給水になってしまうこともあった。しかし、こうしたトラブルも運行終了の頃には収まるようになっていた。
12月19日20時55分頃には、新潟県内の上越線上で2両目と3両目の間の連結器が外れる事故が発生した。列車は5時間後に運転を再開し、目的地の京都には約35分遅れで到着した。

日本一周ツアーの運行経路
11月2日 - 11月14日の運行経路
11月14日 - 11月24日の運行経路
11月28日 - 12月25日までの運行経路

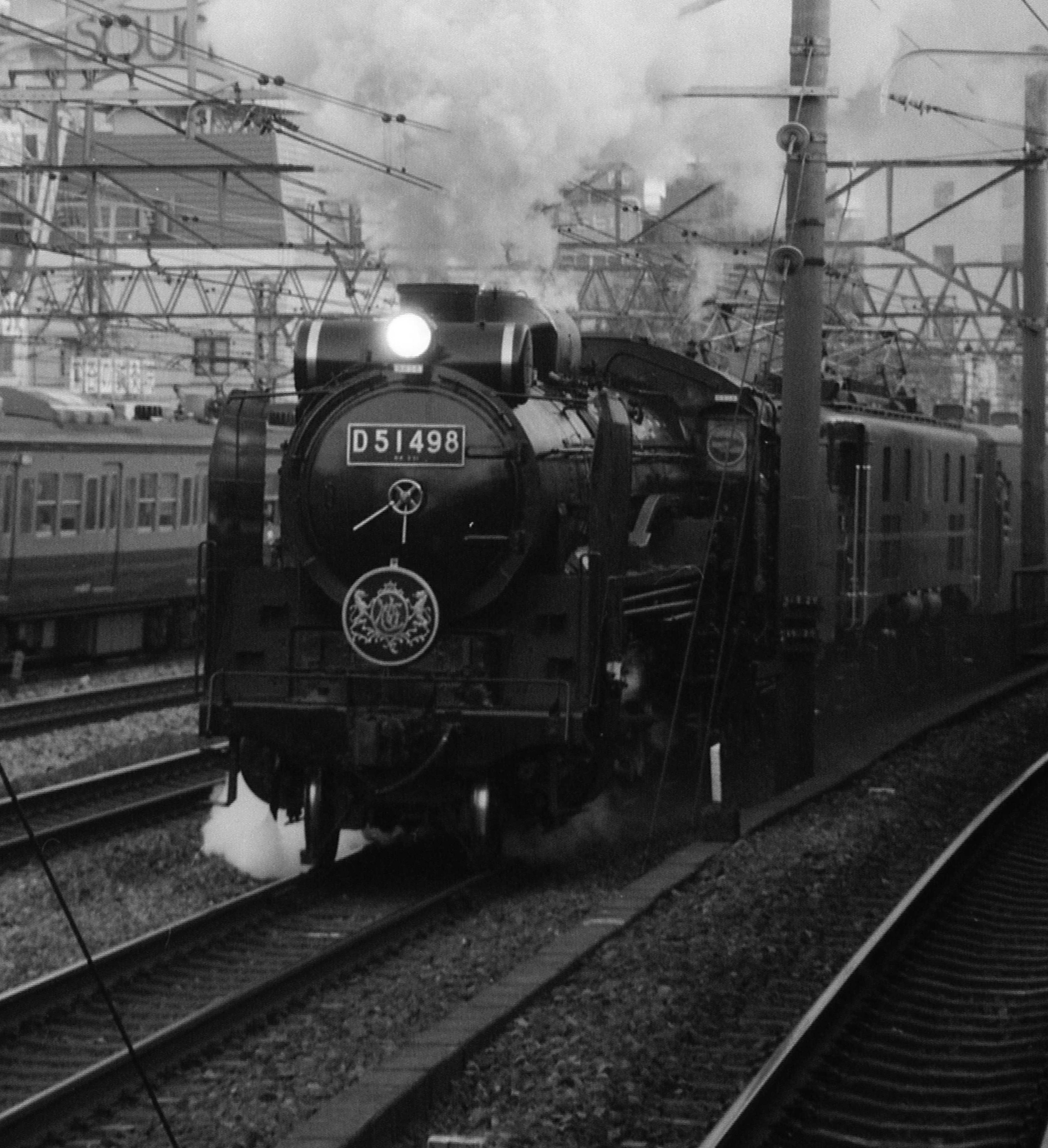
最後のツアーでオリエント急行を牽引したD51形498号機

足掛け3か月にわたるオリエント急行の日本国内運行における最後のツアーとなったのは、上野駅 - 京都駅間を往復するツアーだった。出発日である12月23日には、この日が初の営業運行となるD51形蒸気機関車498号機が連結されていた。この機関車は#パリから香港までの項で前述した通り、突貫作業で復元工事が進められ、11月22日に完成式が行われたばかりであった。D51形はオリエント急行を大宮駅まで牽引した。また、往復とも上野駅 - 水上駅間では、お召し列車指定機の電気機関車であるEF58形61号機がオリエント急行を牽引した。
同年12月25日10時45分に上野駅に到着し、オリエント急行の日本国内における営業運行は全て終了した。

### ヨーロッパへ返却
運行終了後、オリエント急行の客車は回送され、12月27日に下松駅に到着した。直ちに復元作業が行われ、翌1989年1月6日には通関手続きも完了し、1月7日から9日にかけて貨物船「プロジクト・アメリカ号」に積み込まれた。その間に元号は昭和から平成へ変わり、同年1月9日17時50分、沼田をはじめとしてオリエント急行の日本国内運行に携わった関係者が見送る中「プロジクト・アメリカ号」は西ドイツのハンブルク港へ向けて出港した。

## 終了後
フジテレビでは1989年に新年のスローガンが発表されたが、その内容は「しろうとのくろうと 時代を作るフジテレビ」であった。これは、フジテレビの社長が関西テレビ放送の社長とゴルフをした際に「オリエント急行を日本で走らせるという発想は鉄道の専門家からは出てこない」という指摘を受けたことによるものであった。当時のフジテレビの姿勢でもある「世の中を動かす」とも合致する事業であったことが分かる。
その後、イントラフルークの経営難のため、車両は他社に売却され、ポーランドや日本に渡った。日本を走った車両のうち、プルマン車のNo.4158DEは2004年から神奈川県箱根町の箱根ラリック美術館にて展示されている。また、D51形498号機は2018年11月 - 2019年3月の間、オリエントエクスプレス'88の仕様を再現して運転された。
奈良県宇陀市内にもオリエント急行の廃車体が存在するが、これは1978年から1998年までびわ湖パラダイスでSLホテルとして使用されていたものであり、本企画とは無関係である。

## 関連製品
このオリエント急行来日に際して、特別デザインの写ルンです、オレンジカード、シールなど多くの記念品が作られた。

### 模型化
1988年の来日時に青島文化教材社が機関車・客車をHOスケールのプラスチック製組み立てキットとして、レストラン・カー、プルマン・カー、ドイツ形蒸気機関車を発売している。また、スポンサーであった日立製作所が家電購入者向けに展示ケース入りのディスプレイモデルを配布している。これは4158号車を模したものだが、車両番号が企画の行われた年を示す"No.1988"になっている。
NゲージではKATOより2008年・2012年・2018年・2025年（予定）にそれぞれ日本での運行時の13両編成が、2014年にはパリ〜香港間を運行した大陸走破時の15両編成が、同年および2018年・2025年（予定）に箱根ラリック美術館展示車両のプルマン車4158DEも単品で製品化されている。

## データ

### パリ→東京の運行経路
凡例●…6時間以上停車、◎…24時間以上停車、★…台車交換
パリ（リヨン）→モー→ランス→ケルン→マリエンボルン→●ポツダム→●リヒテンベルク（東ベルリン）→クトノ→ソハチェフ→●ワルシャワ→テレスポル→★ブレスト→◎モスクワ→キーロフ→ペルミ→スベルドロフスク→オムスク→●ノヴォシビルスク→クラスノヤルスク→◎イルクーツク→●チタ→★ザバイカリスク→満洲里→安達→ハルビン→◎北京→広州→深圳→香港（九龍）→（船舶で輸送）→★下松→（回送）→広島→東京
書籍やインターネット上の「モンゴルを経由した」「フランクフルト中央駅を経由した」という情報は誤りである。

### 運行に使われた機関車
| 運転区間                                  | 機関車番号                 | 機関車形式          |
| ----------------------------------------- | -------------------------- | ------------------- |
| チューリッヒ〜パリ（リヨン）(回送)        |                            | 機関車1両のみ       |
| フランス パリ（リヨン）〜モー             | 230.G.353 17.D.11?(石炭車) | 蒸230G 電BB22200    |
| 〜西ドイツヘルムシュタット                | 110 273-8                  | 電110               |
| ヘルムシュタット〜 東ドイツマリエンボルン | 132 337-7                  | デ130               |
| マリエンボルン〜 ベルリンリヒテンベルク   | 01 137 011531-1            | 蒸01 蒸015          |
| ポーランドクトノ 〜テレスポル             | Pt47 112 Ty51 92           | 蒸Pt47 蒸Ty51       |
| テレスポル〜ソ連 ブレスト                 | EU07-471                   | 電EU07              |
| ブレスト〜                                | P36-0064                   | 蒸P36               |
| 〜モスクワ ベラルースキー                 | ChS7-253                   | 電ChS7              |
| モスクワ ヤロスラフスキー〜               | ChS7-140                   | 電ChS7              |
| 〜イルクーツク(〜)                        | VL10-1358                  | 電VL10              |
|                                           | VL60PK1882                 | 電VL60              |
| ザバイカリスク〜                          | 1003                       | デ北京3型           |
| 中華人民共和国 安達〜ハルビン             | QJ 2991                    | 蒸前進型            |
| ハルビン〜                                | 0158 0134                  | デ東方紅3型 2両重連 |
| 〜北京(〜)                                | NY60007                    | デNY6型             |
| 〜武漢長江大橋〜                          |                            | デ北京3型 2両重連   |
| 〜香港（九龍）                            | ND2-0202                   | デND2型             |

### 運行された車両
パリ発車時点では客車15両に郵便車を増結していたが、日本運行ではホーム有効長の関係から客車は11両とし、前後に控車を連結した13両の編成とした。下記の車両のほか、日立製作所笠戸事業所で作業の検証のために寝台車（Lx形 3540号車）が1両日本に運び込まれた。
日本国内を走行した客車は以下の通り。順序は広島 - 東京間走行時の東京方からの連結順である。諸元は日本国内走行用に改造後のものである。
| 車両番号    | 車両番号 | 形式     | 車両の種類   | 定員 | 空車重量 | 積車重量 | 製造年 | 備考 |
| ----------- | -------- | -------- | ------------ | ---- | -------- | -------- | ------ | --- |
| オニ23 1    |          | オニ23   | 控車         |      |          |          | 1968年 | 廃車後に国鉄清算事業団の所有となっていたナハネフ23形寝台車を改造した。ナハネフ23は内装をすべて撤去した上で、「オニ23形」という新形式車両として使用された。当時日立製作所が開発していたハイビジョン装置を備えた上映室に改装し、車内でオリエント急行の映像を上映する「日立パビリオンカー」として使用。列車の運行終了後は用途を失い、廃車された。                                                 |
| 3909        |          | WLA YU   | スタッフ車   | 26名 | 51 t     | 53 t     | 1949年 | スタッフ専用寝台車 |
| 1286        |          | D        | 荷物車       |      | 40 t     | 45 t     | 1928年 | 冷蔵室、調理準備室、皿洗い室、予備部品倉庫、工作室を設置。日本国内運行ではキューボラを交換し、発電機を搭載。 |
| 3354        |          | WR       | 食堂車       | 30名 | 55 t     | 57 t     | 1927年 | 元フランス大統領専用車「プレジデンシャル」。日本運行では冷房装置を撤去。 |
| 4158        |          | WSP      | プルマン車   | 28名 | 51 t     | 53 t     | 1929年 | 食堂車として使用。食事は3354号車から提供。 |
| 4164        |          | ARP      | ピアノバー車 | 28名 | 51 t     | 53 t     | 1929年 | |
| 3551        |          | WLA LX20 | 寝台車       | 20名 | 51 t     | 53 t     | 1929年 | 2人個室×10部屋 |
| 3542        |          | WLA LX16 | 寝台車       | 16名 | 51 t     | 53 t     | 1929年 | 1人個室×4部屋・2人個室×6部屋 |
| 3480        |          | WLA LX16 | 寝台車       | 16名 | 51 t     | 53 t     | 1929年 | 1人個室×4部屋・2人個室×6部屋 |
| 3537        |          | WLA LX16 | 寝台車       | 16名 | 51 t     | 53 t     | 1929年 | 1人個室×4部屋・2人個室×6部屋 |
| 3472        |          | WLA LX16 | 寝台車       | 16名 | 51 t     | 53 t     | 1929年 | 1人個室×4部屋・2人個室×6部屋 |
| 3487        |          | WLA LX16 | 寝台車       | 16名 | 51 t     | 53 t     | 1929年 | 1人個室×4部屋・2人個室×6部屋 |
| マニ50 2236 |          | マニ50   | 控車         |      |          |          | 1981年 | 郵便・荷物輸送列車の廃止によって余剰となっていたマニ50形荷物車を、元来の車体色である青15号に加え、幕板部分のロゴと側面窓下に金色のストライプが施された。ワゴン・リの客車と連結する車端部の連結幌と連結器は、イントラフルーク社から提供を受けた部品を使用していた。荷物車としての機能を生かしリネンや食材などの倉庫として使用。列車の運行終了後は原型に復元され、1996年(平成8年)7月30日に廃車。 |

パリ発車時に連結されていたが、日本国内では運行されなかった客車は以下の通り。
| 車両番号 | 形式   | 車両の種類 | 製造年                | 備考                                       |
| -------- | ------ | ---------- | --------------------- | ------------------------------------------ |
|          |        | 郵便車     |                       | テレビスタッフ用                           |
| 4149     | WSP    | プルマン車 | 1929年                | 食堂車として使用。食事は3354号車から提供。 |
| 3475     | WLA Lx | 寝台車     | 1929年                |                                            |
| 4013     |        | シャワー車 | 1926年 （1967年改造） |                                            |
| 3851     | WLA Yb | スタッフ車 | 1941年                |                                            |

イントラフルーク社は旧ミトローパの「ラインゴルト」用サロン車（No.24507）も保有していたが、ソ連通過用の台車が作れなかったためオリエント・エクスプレス'88には加わっていない。

### 車両公開
日本国内では、以下の各地で車両の一般公開が行われた。
| 日時                   | 場所                 |
| ---------------------- | -------------------- |
| 1988年10月15日         | 日立製作所笠戸事業所 |
| 10月21日 - 23日        | 品川駅               |
| 10月25日 13:00 - 20:00 | 白石駅               |
| 10月26日 9:00 - 12:00  | 白石駅               |
| 10月27日 9:00 - 12:00  | 五稜郭駅             |
| 10月29日 11:00 - 14:30 | 京都駅               |
| 10月30日 13:30 - 15:45 | 熊本駅               |
| 11月1日 14:20 - 16:30  | 高松駅               |
| 11月3日 10:30 - 16:00  | 仙台駅               |
| 11月5日 14:15 - 16:15  | 大阪駅               |
| 11月6日 10:00 - 16:15  | 大阪駅               |
| 11月7日 11:00 - 15:00  | 広島駅               |
| 11月8日 10:15 - 16:30  | 箱崎駅               |
| 11月9日 10:30 - 17:30  | 門司駅               |
| 11月10日 7:00 - 19:00  | 新倉敷駅             |
| 11月11日 10:30 - 15:30 | 静岡駅               |
| 11月12日 9:00 - 20:00  | 熱田駅               |
| 11月15日 12:00 - 16:00 | 青森駅               |
| 11月17日 13:40 - 16:00 | 秋田駅               |
| 11月19日 10:00 - 14:30 | 大阪駅               |
| 11月21日 12:30 - 16:00 | 金沢駅               |
| 11月23日 10:00 - 14:30 | 大阪駅               |
| 11月29日 14:15 - 16:15 | 博多駅               |
| 12月1日 13:00 - 15:00  | 広島駅               |
| 12月3日 14:15 - 16:15  | 博多駅               |

日本国内運行に加わらなかったプルマン車、寝台車、シャワー車の3両が11月3日から12月4日まで汐留駅跡地で展示された。

### テレビ放送
放送日時は東京のフジテレビジョンのもの。
| 放送日時                            | タイトル                                                         |
| ----------------------------------- | ---------------------------------------------------------------- |
| 9月7日 16:00-16:55                  | オリエント急行 パリ・リヨン駅出発衛星生中継                      |
| 9月15日 15:00 - 16:30               | オリエント急行との出会いから出発・ノボシビルスク到着まで         |
| 10月19日 19:30 - 20:54              | オリエント急行'88 史上初! 華麗なる冒険の旅・愛と感動の1万8千キロ |
| 11月16日 1:00 - 2:00 (11月15日深夜) | オリエントエクスプレス'88スペシャル                              |
| 12月19日 1:00 - 1:55 (12月18日深夜) | パリ発東京行きオリエント急行裏話                                 |
| 12月25日 16:05 - 17:30              | オリエントエクスプレス'88 さよなら!オリエント急行                |

### イメージソング
松田聖子「旅立ちはフリージア」作詞 - Seiko/作曲 - タケカワユキヒデ